# Ulica Pocztowa w Katowicach

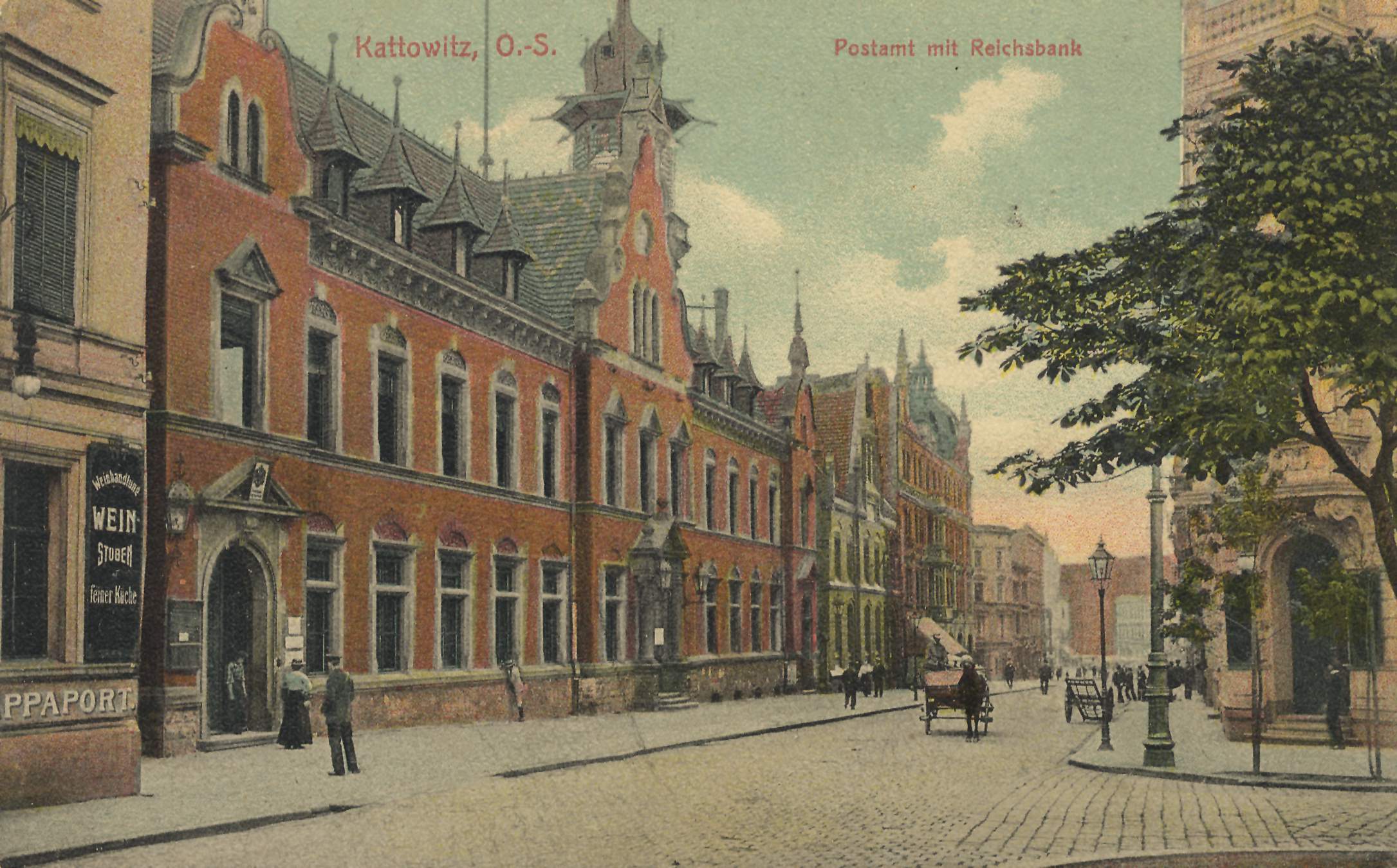
ul. Pocztowa na początku XX wieku

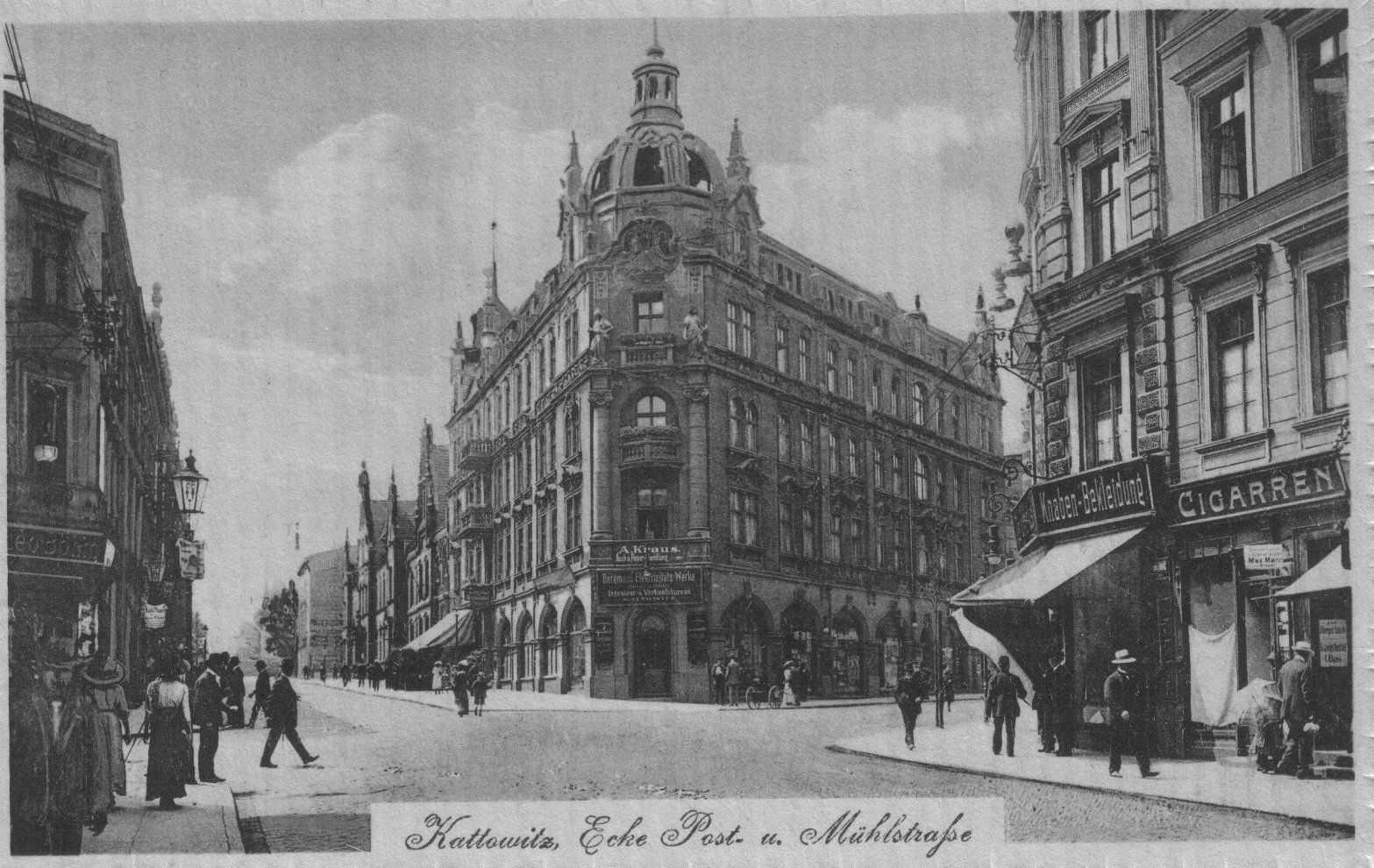
Róg ul. Pocztowej i ul. Młyńskiej na starej pocztówce

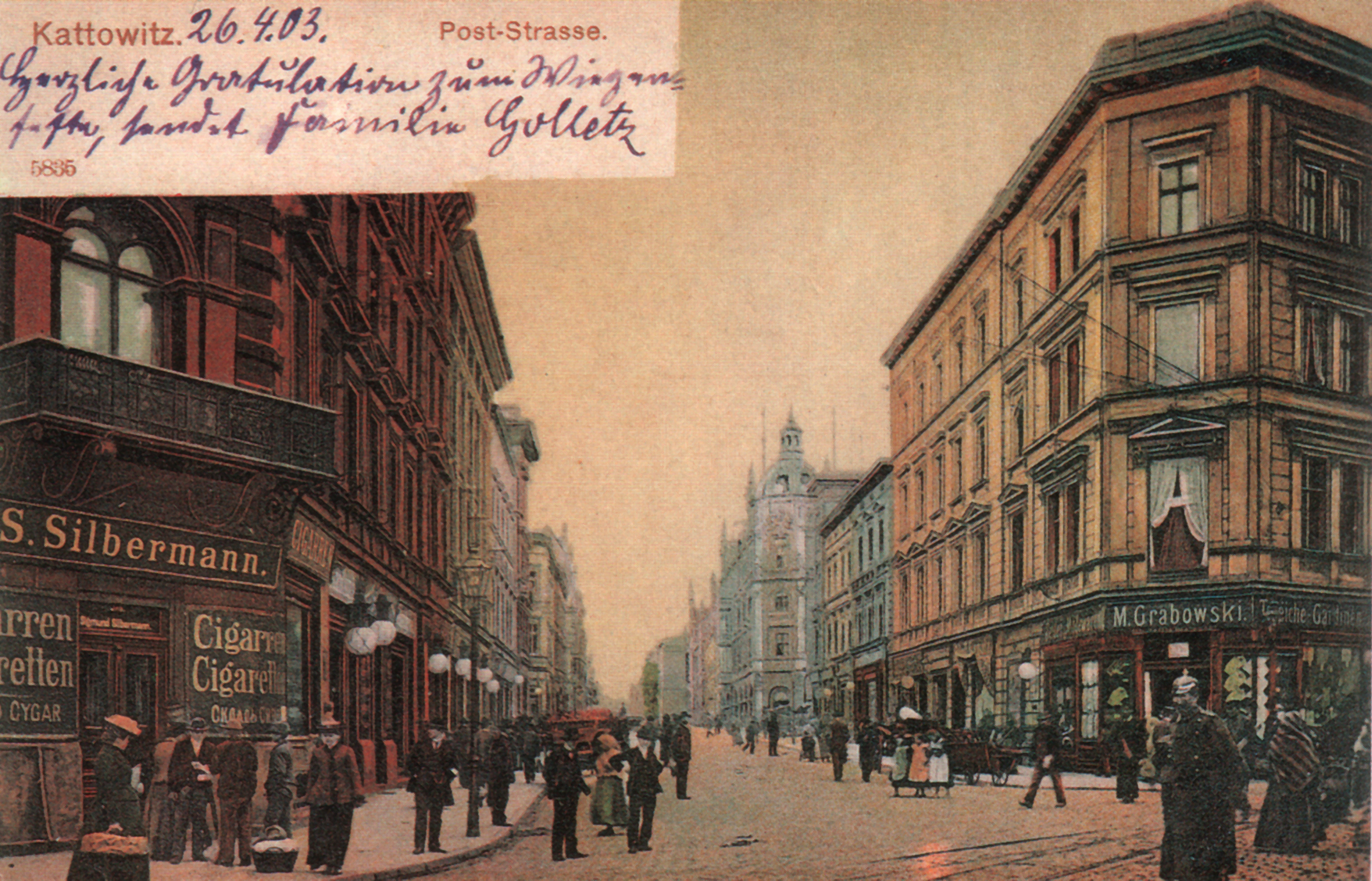
Poststraße na pocztówce z około 1903

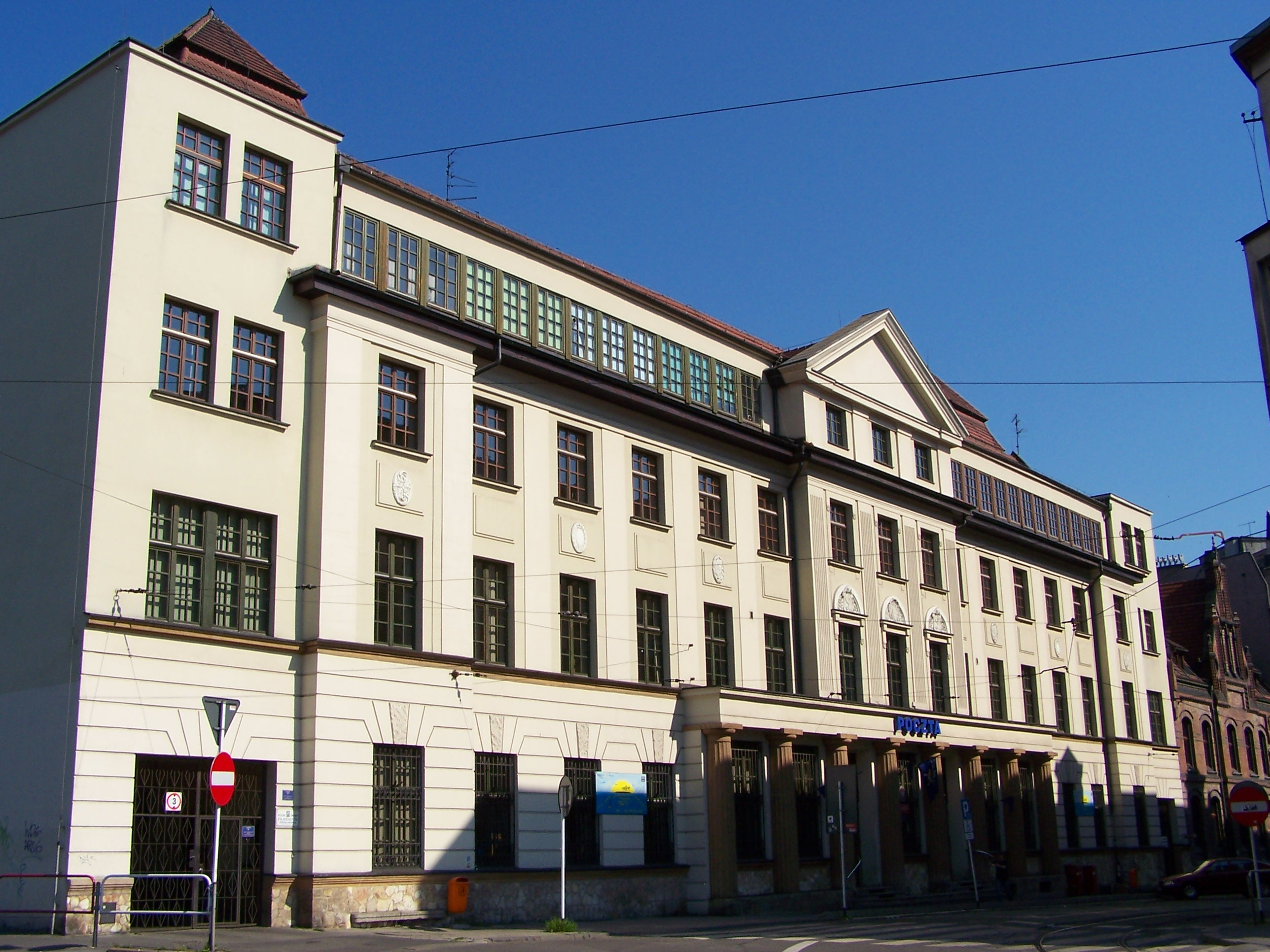
Gmach Poczty nr 1 (ul. Pocztowa 9)

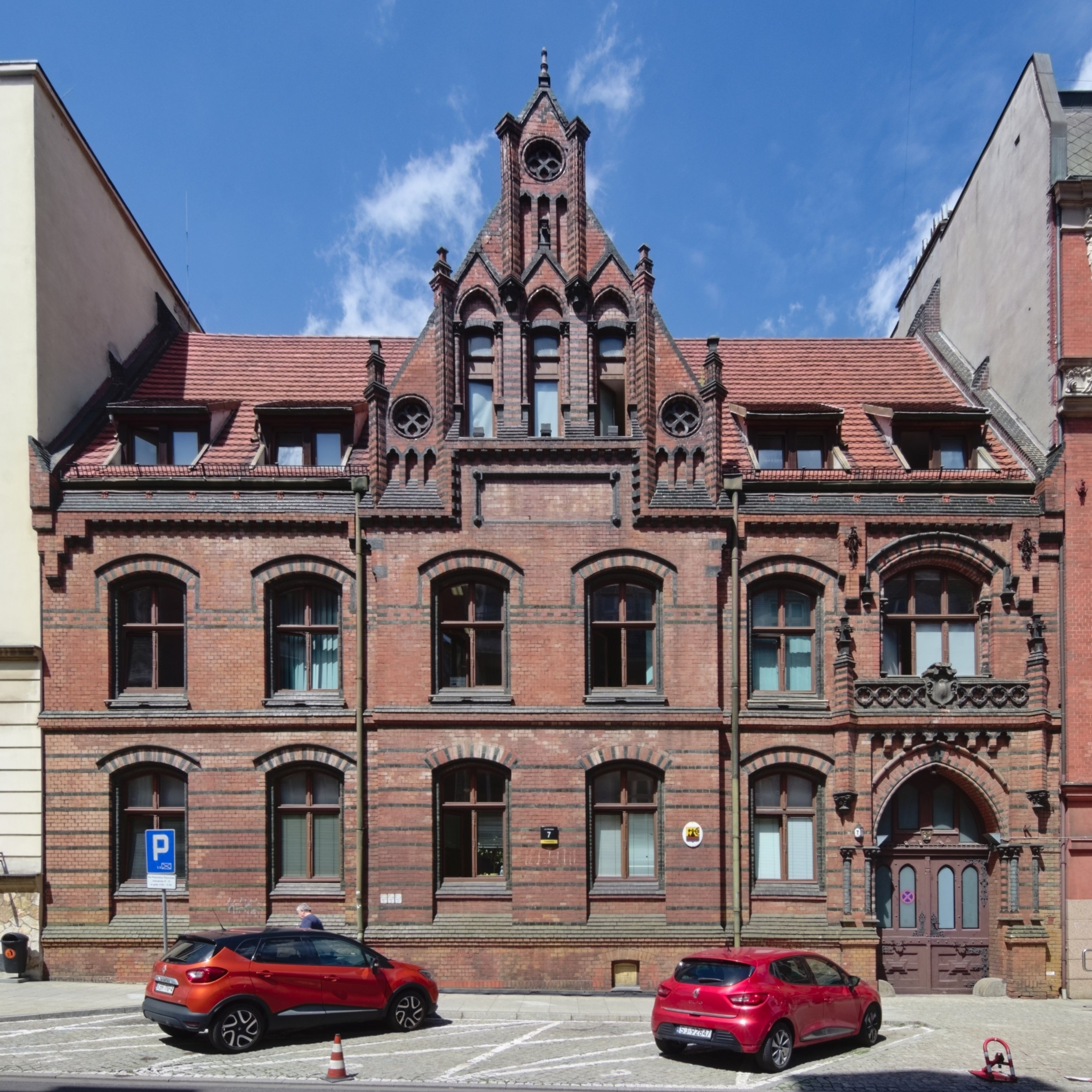
Wydział finansowy Urzędu Miasta (ul. Pocztowa 7)

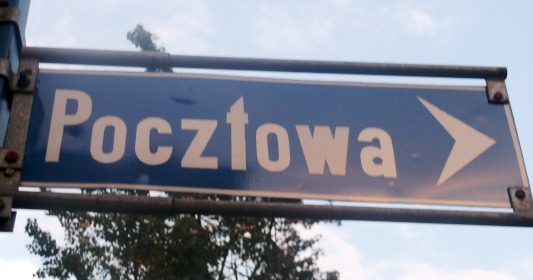
Znak ul. Pocztowa

Ulica Pocztowa w Katowicach – jedna z zabytkowych ulic w katowickiej dzielnicy Śródmieście. Ulica rozpoczyna swój bieg od katowickiego Rynku i jest dosyć krótka. Biegnie około 130 metrów do ulicy Dworcowej.

## Historia
W 1827 przy na potrzeby pierwszej katowickiej szkoły zaadaptowano chałupę przy ulicy Pocztowej; szkołę w 1856 przeniesiono na ulicę Młyńską. W latach 70. XIX wieku istniało przedłużenie ulicy, będące przejazdem przez tory kolejowe. Przejazd kolejowy nie był wystarczający dla rozwijającego się ruchu w kierunku szlaków wylotowych z miasta. W 1882 ukończono bezkolizyjny wiadukt pod torami u wylotu ulicy Świętego Jana.
W okresie II Rzeszy Niemieckiej (do 1922) i w latach niemieckiej okupacji Polski (1939–1945) ulica nosiła nazwę Poststraße.
Przy ulicy Pocztowej znajdują się zabytkowe kamienice i budynki z końca XIX i początku XX wieku. Z końcem II wojny światowej miasto zostało zajęte (w nocy z 27 na 28 stycznia 1945) przez 1 Front Ukraiński. W celu uchronienia rejonu przed zniszczeniami wojska radzieckie nie domknęły pierścienia okrążenia i pozostawiły Niemcom przejście między Mikołowem a Tychami. W wyniku podpaleń dokonanych przez wojska radzieckie spłonęła część śródmieścia pomiędzy ulicą Św. Jana i ul. Pocztową. U zbiegu ulic Dworcowej i Pocztowej powstała pierwsza przychodnia w Katowicach (w budynku zwanym Białą Willą). Znajdował się tu także pierwszy budynek pocztowy z 1893, zbudowany w formie neorenesansowego pałacu z wieżą; obecny budynek pochodzi z dwudziestolecia międzywojennego.
W budynku pod numerem 2 w latach międzywojennych znajdował się miejski ratusz, w którym gromadzono zbiory Biblioteki Miejskiej. Do 1925 posiadała około 8000 tomów. Pod tym numerem istniały także: Biuro Prasowe, Miejski Urząd Budowlany, Urząd Przemysłowo-Handlowy, Urząd Stanu Cywilnego, Urząd Statystyczny i Sąd Przemysłowo-Kupiecki. W 1888 pod numerem 5 założono Komunalną Kasę Oszczędności Powiatu Katowickiego. 30 listopada 1937 posiadała wkład 21122 złotych. W budynku nr 16 swoją siedzibę w latach międzywojennych posiadały Miejskie Zakłady Wodociągowe, Miejski Komitet Przysposobienia Wojskowego Komendy Powiatowej i Miejski Komitet dla Spraw Bezrobocia. Pod numerem 9 istniał Rejonowy Urząd Telefoniczno-Telegraficzny i Obwodowy Urząd Pocztowy, a pod numerem 6 funkcjonował oddział towarzystwa ubezpieczeniowego "Vita". Do 1939 przy ulicy działalność prowadził hotel Ericha Nicischa (ul. Pocztowa 15), Hotel Russischer (ul. Pocztowa 16), Gdańskie Towarzystwo Elektryczne "Bergman A." (ul. Pocztowa 5), Katowicki Bank Pocztowy (ul. Pocztowa 14), hurtownia towarów kolonialnych Tkanina (ul. Pocztowa 8), założona w 1844 firma I. Rund, zajmująca się sprzedażą sukna (ul. Pocztowa 2), założony w 1869 sklep H. Konigsbergera z konfekcją damską (ul. Pocztowa 2).
W ramach przebudowy katowickiego dworca w 2011 planowana była przebudowa węzła komunikacyjnego w rejonie ulic Pocztowej, Dworcowej i Świętego Jana oraz usunięcie z ulicy torów tramwajowych (przeniesienie ich w ulicę św. Jana). Prace budowlane rozpoczęły się 3 marca 2012, a zakończono je w 2013.

## Obiekty i instytucje

### Obiekty zabytkowe
Przy ul. Pocztowej znajdują się następujące historyczne obiekty:
- Kamienica mieszczańska (ul. Młyńska 2, ul. Pocztowa 5)[22]; wzniesiona w 1898 na planie trójkąta, prawdopodobnie według projektu L. Dame'a, w stylu neobarokowym (wcześniej istniała tu neorenesansowa kamienica i narożny hotel). Dawny adres kamienicy to Rynek 7[23]. Budynek posiada trójskrzydłową bryłę ze zdobieniem ryzalitami (są nieznaczne). W ściętym narożniku znajduje się wejście do wewnętrznego dziedzińca. Na dwuspadowym dachu istnieją lukarny. Do licowania trzynastoosiowej, bardzo bogato zdobionej elewacji zastosowano cegłę czerwoną, detal architektoniczny i narożnik ozdobnie wytynkowano. Północna część elewacji uzyskała trzy pozorne ryzality, a wschodnia – dwa pozorne ryzality dwuosiowe (pierwsza i ostatnia oś). Balkony z kamiennymi balustradami tralkowymi umiejscowiono w środkowej osi budynku. Pomiędzy boniowanymi kolumnami toskańskimi znajduje się narożnik, z trapezowo wygiętym gzymsem, oraz półkolista nisza z balkonami (posiadają balustrady tralkowane). Na gzymsie umieszczono dwie rzeźbione kobiece postacie. Kartusze w obramieniach roślinnych i z rzeźbami głów kobiecych wieńczą okienne obramienia. W budynku zachowały się: oryginalna główna klatka schodowa (we wschodnim skrzydle), stalowe dwubiegowe schody (posiadają tralkową drewnianą balustradę), ceramiczne posadzki.
- Zabytkowy budynek (ul. Pocztowa 7) – dawny Reichsbank[24], pochodzący z końca XIX wieku został wpisany do rejestru zabytków (nr rej.: A/1305/83 z 7 lipca 1983[25], A/630/2020 z 21 kwietnia 2020[26]), wybudowany w stylu neogotyckim[27]. Pod numerem 7 swoją siedzibę miała Miejska Komunalna Kasa Oszczędnościowa, założona w 1877; w 1935 prezesem był Adam Kocur. Do tego czasu w kasie istniało 34 000 kont z łączną kwotą 29 000 000 złotych[11]. W dwudziestoleciu międzywojennym swoją siedzibę miały tu Biuro Adresowe i Biuro Meldunkowe[8]. Obecnie w budynku istnieje Wydział Finansowy Urzędu Miasta.
- Budynek poczty (ul. Pocztowa 9, róg z ul. Dworcową), wzniesiony w latach 1892–1893[28], przebudowany w dwudziestoleciu międzywojennym w stylu neoklasycyzmu[22].
- Kamienica mieszkalna (ul. Pocztowa 10)[22], zbudowana w latach 1902–1903 według projektu Ignatza Grunfelda w miejscu wcześniejszego dwukondygnacyjnego, neorenesansowego budynku z 1869, również zaprojektowanego przez I. Grunfelda. Budynek został zaprojektowany na planie zbliżonym do litery "U" o trójskrzydłowej bryle. Skrzydło frontowe posiada pozorne ryzality, na pierwszej i ostatniej osi zwieńczone szczytami. Parter elewacji frontowej przebudowano. Fasada na pozostałych kondygnacjach siedmioosiowa jest symetryczna, licowana żółtą cegłą z tynkowanymi detalami architektonicznymi. Na osiach skrajnych znajdują się balkony z oryginalną kutą balustradą o motywach roślinnych. Budynek posiada bogatą secesyjną dekorację sztukatorską – motywy drzewa jabłoni oplecionego przez węża (drzewa rajskiego), słońca, głów kobiecych rozmieszczone w podokiennikach i partiach nadokiennych oraz na szczytach. Elewacja frontowa została zwieńczona gzymsem, wspartym na fantazyjnych konsolach. We wnętrzu zlokalizowane są schody z drewnianymi stopniami, oraz oryginalną tralkową balustradą drewnianą.
- Zabytkowy budynek (ul. Pocztowa 12–14)[22], wzniesiony w 1899; należał do rodzin: Seidner, Schalscha, Sacha, Aschner, Adrien[9].
- Kamienica mieszkalno-handlowa (ul. Pocztowa 16)[22].

### Instytucje
Przy ulicy Pocztowej znajdują się: Prokuratura Rejonowa Katowice Centrum-Zachód, Urząd Miasta Katowice, Urząd Poczty Polskiej nr 1 w Katowicach, Okręgowa Izba Radców Prawnych, Miejski Rzecznik Konsumentów, Polski Związek Emerytów, Rencistów i Inwalidów - Oddział Rejonowy Śródmieście, Towarzystwo Przyjaciół Dzieci - Śląski Oddział Wojewódzki, Towarzystwo Wiedzy Powszechnej - Oddział Regionalny, Związek Inwalidów Wojennych Rzeczypospolitej Polskiej (Zarząd Okręgowy), Związek Sybiraków (oddział wojewódzki). Przez kilka lat przy tej ulicy funkcjonował Śląski Klub Fantastyki.
Do czasu przebudowy węzła komunikacji tramwajowej w rejonie Rynku w latach 2012-2013 ulicą Pocztową kursowały tramwaje KZK GOP linii: 6, 16, 19.